# Coxinha
La coxinha (en portugais : [koˈʃĩj̃ɐ] ; traduction : petite [cuisse] de poulet) est un aliment populaire du Brésil qui consiste en de la viande de poulet hachée ou déchiquetée, recouverte de pâte et façonnée en une forme ressemblant à une larme, panée et frite.

## Histoire
Les coxinhas étaient à l'origine fabriquées avec une cuisse de poulet à laquelle sa forme traditionnelle est censée ressembler. Sous sa forme transformée moderne, ce mets pourrait provenir de Limeira au XIXe siècle. 
Nadir Cavazin, dans son livre Stories & Recipes, raconte que le fils de la princesse impériale Isabelle (1846-1921) et du prince Gaston, comte d'Eu, était un enfant qui vivait dans l'isolement pour cause de problèmes mentaux, et que son plat préféré était le poulet, mais qu'il n'en mangeait seulement que la cuisse. Un jour, n'ayant pas assez de cuisses, le cuisinier décida de transformer un poulet entier en cuisses, de le déchiqueter et de faire la garniture pour obtenir une pâte à base de farine en forme de baguette. L'enfant a apprécié le résultat. L'impératrice Teresa Cristina, en visite, n'a pas pu résister à cette délicieuse friandise et l'a tellement aimée qu'elle a demandé au chef de la cuisine impériale comment la préparer.

## Préparation
La coxinha est à base de pâte de farine de blé et de bouillon de poulet et, éventuellement, de purée de pommes de terre, garnie de chair de poulet râpée et épicée, ou d'une cuisse de poulet entier. Le remplissage se compose de poulet, d'oignons, de persil, d'oignons verts et, parfois, de sauce tomate, de curcuma et du fromage Catupiry. La coxinha est enrobée de pâte épaisse, puis de chapelure ou de farine de manioc, moulée en forme de cuisse de poulet et frite. La pâte utilisée pour enrober la garniture est généralement préparée avec le bouillon de poulet, qui en rehausse le goût.

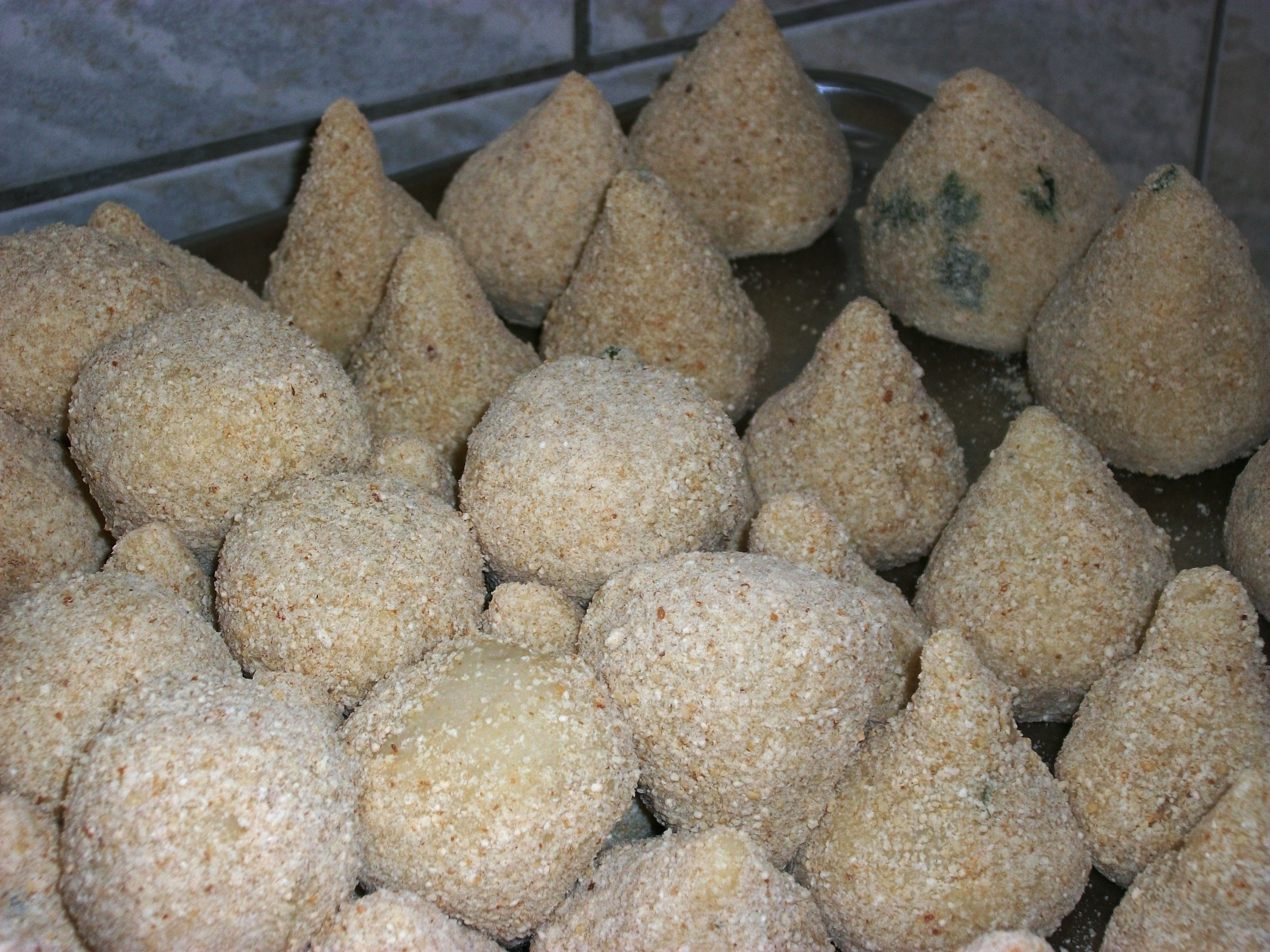
Des coxinha avant de les faire frire. Notez les bouts de persil dans l'assaisonnement de la pâte épaisse.

Parmi les autres ingrédients non conventionnels, généralement utilisés dans les coxinhas faites maison préparées par des aficionados, on peut citer les pois, les champignons coupés en morceaux, le cœur de palmier, la carotte, les pommes de cajou cuites et assaisonnées, le fruit du jacquier ou de l'arbre à pain, ainsi que la pâte de farine de blé entier ou même une version végétarienne confectionnée avec des protéines végétales texturées (viande de soja) ou du falafel avec des assaisonnements appropriés, de sorte que son goût ressemble à celui d'une coxinha traditionnelle. Ces variantes sont rarement trouvées dans les snack-bars.

## Aliments connexes
Coxinha signifie littéralement « petite cuisse », et c'est ainsi que les grosses cuisses de poulet frit sont appelées de manière informelle au Brésil (coxa frita désigne une cuisse de poulet frit, alors que sobrecoxa frita représente un pilon supérieur frit ; il n'est pas rare que certaines personnes marquent une forte préférence pour certaines coupes de volaille par rapport à d'autres). Les poitrines de poulet frites sont généralement appelées sous le nom d'influence anglaise, nugget.

## Voir également